# Helgi Ziska
Helgi Dam Ziska (ur. 27 lipca 1990 w Tórshavn na Wyspach Owczych) – farerski szachista, mistrz międzynarodowy od 2007 roku.

## Kariera szachowa
Na liście rankingowej FIDE zadebiutował w październiku 2004 roku. Rok później zajął III miejsce w mistrzostwach Wysp Owczych (Oyrabakki 2005), zdobywając 6 punktów. W tym samym roku, po raz drugi wystąpił w dwudziestej siódmej edycji kopenhaskiego Politiken Cup, gdzie znalazł się w pierwszej piętnastce zawodników. Do nieudanych występów tego roku Ziska może zaliczyć Hastings Masters oraz Klaksvík 2005, gdzie zajął niskie lokaty.
Helgi Ziska, w lutym roku 2006 zdobył piąte miejsce w turnieju szkół nordyckich. Następnie zagrał w turnieju w Reykjavíku. Podczas tego turnieju wygrał z Holendrem Janem Timmanem, arcymistrzem szachowym. Reprezentował swój kraj na mistrzostwach Europy 2006 w Kuşadası, wystąpił także na turnieju w Turynie, a także na kolejnych w: Vágur (turniej Suðuroy), Vlissingen, Calvii, Klaksvík oraz Hastings. Dzięki swoim zasługom został uznany przez widzów farerskiej telewizji Útvarp Føroya za sportowca roku.
Helgi Ziska wziął ponownie udział w mistrzostwach Europy w roku 2007, a potem w Politiken Cup, gdzie zajął dość wysoką lokatę. Ziska w 2007 zdobył tytuł mistrza międzynarodowego.
W roku 2008 po raz pierwszy wziął udział w olimpiadzie szachowej. Jego drużyna zajęła 61. miejsce. W 2009 wystąpił w drużynowym turnieju małych państw europejskich. W 2013 r. uczestniczył w kolejnym drużynowym turnieju małych państw europejskich, w którym reprezentacja Wysp Owczych zajęła I miejsce oraz zdobył w Helsingøre srebrny medal indywidualnych mistrzostw Danii. W 2014 r. zajął II m. (za Krasimirem Rusewem) w turnieju The Whitsun Chess Festival w Kopenhadze.
Najwyższy ranking w dotychczasowej karierze osiągnął 1 czerwca 2014 r., z wynikiem 2499 punktów zajmował wówczas 1. miejsce wśród farerskich szachistów.